# Lijst van afleveringen van SpongeBob SquarePants (seizoen 10)
Dit is een Lijst van afleveringen van seizoen 10 van SpongeBob SquarePants. Dit seizoen telt 11 afleveringen. De eerste aflevering van dit seizoen werd op 15 oktober 2016 in de Verenigde Staten uitgezonden.
| Aflevering (seizoen) | Aflevering (serie) | Titel                                                                                  | Eerste uitzenddatum             | Eerste uitzenddatum         | Beschrijving |
| -------------------- | ------------------ | -------------------------------------------------------------------------------------- | ------------------------------- | --------------------------- | --- |
| 1                    | 205                | Whirly Brains (Wokkelbrein) Mermaid Pants (Meermanpants)                               | 15 oktober 2016 29 oktober 2016 | 27 maart 2017 28 maart 2017 | SpongeBob en Patrick gaan uit hun pan met het nieuwste speelgoed: Wokkelbrein. // SpongeBob en Patrick gaan helemaal op in hun rollen als Meerminman en Mosseljongen.                                                                 |
| 2                    | 206                | Unreal Estate (Geen roerend goed) Code Yellow (Code Geel)                              | 3 juni 2017                     | 13 april 2017 14 april 2017 | Octo doet er alles aan om SpongeBob ertoe te zetten dat hij gaat verhuizen. // Octo wil een andere neus en SpongeBob blijkt de chirurg te zijn.                                                                                       |
| 3                    | 207                | Mimic Madness (Mimiek waanzin) House Worming (House Worming)                           | 25 februari 2017                | 31 maart 2017 3 april 2017  | SpongeBob komt erachter dat iedereen blij wordt als hij ze nadoet, maar dan kan hij niet meer stoppen. // Een wormenkolonie besluit zich te vestigen in het lijf van SpongeBob. Hij probeert z'n vieze nieuwe vriendjes te verbergen. |
| 4                    | 208                | Snooze You Lose (Slapend verliezen) Krusty Katering (Krokante Katering)                | 4 maart 2017                    | 4 april 2017 5 april 2017   | Octo heeft een auditie bij het Philharmonisch orkest, maar hij is niet wakker te krijgen. // Meneer Krabs en zijn personeel verzorgen de catering in een chique landhuis.                                                             |
| 5                    | 209                | SpongeBob's Place (SpongeBob's Place) Plankton Gets the Boot (Plankton krijgt de bons) | 11 maart 2017                   | 6 april 2017 7 april 2017   | Als Spongebob thuis aan het koken is, verlaten de klanten het Krabburger-restaurant en gaan naar zijn huis. // Plankton wordt zijn huis uitgezet door zijn vrouw en leert van Spongebob hoe hij haar terug kan winnen.                |
| 6                    | 210                | Life Insurance (Levensverzekering) Burst Your Bubble (Bubbel-lusie)                    | 18 maart 2017                   | 29 maart 2017 30 maart 2017 | SpongeBob en Patrick zijn ervan overtuigd dat hen niets kan overkomen nadat ze een levensverzekering hebben afgesloten. // Nadat SpongeBob opnieuw is gezakt voor zijn vaarbewijs komt hij op een idee.                               |
| 7                    | 211                | Plankton Retires (Plankton gaat met pensioen) Trident Trouble (Drietand Problemen)     | 25 maart 2017                   |                             | Plankton heeft genoeg van zijn mislukte pogingen om de geheime formule te stelen en gaat met pensioen. // De Drietand van Neptunus wordt per ongeluk verwisseld met de spatel van SpongeBob.                                          |
| 8                    | 212                | The Incredible Shrinking Sponge (De ongelooflijke krimpende Spons) Sportz? (Sport?)    | 2 december 2017                 | 4 november 2017             | SpongeBob moet zichzelf zien te redden nadat hij zichzelf per ongeluk heeft laten krimpen. // SpongeBob en Patrick vinden een doos met allerlei verschillende sportattributen.                                                        |
| 9                    | 213                | The Getaway (De ontsnapping) Lost and Found (Gevonden voorwerpen)                      | 10 juni 2017                    |                             | SpongeBob raakt per ongeluk verzeild in een ontsnappingspoging van een crimineel. // SpongeBob dwaalt rond in de gevonden voorwerpen-kelder van de Krokante Krab.                                                                     |
| 10                   | 214                | Patrick's Coupon (Patricks kortingsbon) Out of the Picture (Uit beeld)                 | 17 juni 2017                    |                             | Patrick heeft een kortingsbon voor een gratis ijsje gevonden, maar die blijkt verlopen te zijn. // Octo heeft een kunsttentoonstelling in de Krokante Krab met alle gevolgen van dien.                                                |
| 11                   | 215                | Feral Friends (Wilde vrienden) Don't Wake Patrick (Maak Patrick niet wakker)           | 7 oktober 2017                  | 25 september 2017           | Eens in de honderd jaar verschijnt de Neptunus Maan en vandaag is het zover. // Patrick komt al slaapwandelend in allerlei gevaarlijke situaties terecht.                                                                             |